# Alessandrina
Alessandrina è la zona urbanistica 7B del Municipio Roma V di Roma Capitale. Si estende sul quartiere Q. XXIII Alessandrino.

## Geografia fisica

### Territorio
La zona confina:
- a nord con la zona urbanistica 5F Tiburtino Sud
- a nord-est con la zona urbanistica 7C Tor Sapienza
- a est con la zona urbanistica 7E Tor Tre Teste e 7F Casetta Mistica
- a sud con la zona urbanistica 8A Torrespaccata
- a ovest con la zona urbanistica 7A Centocelle

## Odonimia
Oltre al viale Alessandrino, che taglia in due la zona da nord a sud, la parte relativa al Quarticciolo ed altre vie con toponimi locali (viale della Bella Villa e via del fosso di Centocelle), l'odonomastica di zona è essenzialmente a tema botanico, riprendendolo dalla vicina zona urbanistica 7A Centocelle. Altre strade sono dedicate a studiosi di botanica, micologi e georgofili.